# La gatta (brano musicale)
La gatta è un brano musicale scritto dal cantautore Gino Paoli, pubblicato nel 1960 dall'autore stesso nel 45 giri La gatta/Io vivo nella luna.

## Storia
(Gino Paoli)
L'anno dopo, il cantautore lo incluse nell'album eponimo. La canzone, inizialmente, non fu particolarmente apprezzata, ma col tempo divenne una hit, fino a essere compresa fra i brani più famosi dell’interprete e della storia della canzone italiana.
La canzone è stata reinterpretata da altri interpreti come Little Tony e Gianni Morandi.

## Descrizione
La gatta è un brano autobiografico. 
L’inizio della canzone rievoca una favola e parte subito accattivante con quel c’era una volta una gatta, una gatta che ha una macchia nera sul muso. La casa che lascia il cantautore era a Genova e più precisamente a Boccadasse, dove lui aveva vissuto per alcuni anni in Salita Santa Chiara, prima di andare a Roma a cercare fortuna. E dopo il successo, diventato ricco, abita in una bella casa eppure rimpiange la vecchia soffitta, quella gatta e quella stellina.
Nel 2012, il cantautore – ispirato dal testo – ne fa un libro illustrato per bambini di età prescolare.